# Fotografia 51
Fotografia 51 é o rótulo dado a uma imagem de DNA feita por difração de raio X. Esta fotografia foi tirada por Raymond Gosling em maio de 1952, sendo ele à época um estudante de PhD sob a supervisão de Rosalind Franklin, no King's College London.  Esta fotografia foi a evidência crucial para a identificação da estrutura do DNA.
A foto foi mostrada a James Watson por  Maurice Wilkins sem o consentimento e conhecimento de Rosalind Franklin, apesar de que o aspirante Gosling já estava novamente sob a supervisão de Wilkins. Assim, juntamente com Francis Crick, Watson observando as características e o aspecto da Fotografia 51 desenvolveu o modelo químico da molécula do DNA. E a partir desse modelo, em 1962, Watson, Crick e Wilkins foram agraciados com o Prêmio Nobel de Medicina. O Prêmio não foi concedido também para Rosalind Franklin porque ela tinha morrido 4 anos antes e as regras do Prêmio Nobel exigem que ele seja dado apenas para pessoas vivas
A fotografia forneceu informações cruciais e necessárias para desenvolver o modelo de DNA como o conhecemos hoje.
O padrão de difração determinou a natureza de dupla hélice do DNA. A cadeia de DNA tem como base desoxirribose e suas bases nitrogenadas e moléculas de fosfato formando códigos que permitem a construção de proteínas e por conseguinte a hereditariedade (transcrição genética). A partir dessas informações, e usando a fotografia de Gosling-Franklin, a fotografia 51, Watson e Crick puderam calcular o tamanho e a estrutura da "hélice" do DNA
A Fotografia 51 tornou-se uma fonte importante de dados que culminaram no desenvolvimento do modelo e confirmou a teoria de dupla hélice da estrutura do DNA os quais eram apresentadas por Raymond Gosling em artigos no periódico Nature.
Os historiadores estão reexaminando o período no qual esta imagem foi obtida e grande controvérsias estão surgindo sobre tanto as reais contribuições desta fotografia para o trabalho de Watson e Crick quanto sobre a forma (se ética ou não) que estes obtiveram acesso à fotografia.  Rosalind Franklin foi contratada independentemente, isto é, sem vínculo hierárquico, de Maurice Wilkins que mostrou a Fotografia 51 para Watson e Crick sem o conhecimento daquela. Desta forma, um debate acalorado se intensifica ao se questionar se Rosalind Franklin poderia deduzir a estrutura do DNA por contra própria e com seus próprios dados (até onde ela já tinha pesquisado) se Watson e Crick não tivessem tido acesso a imagem para chegarem as conclusões e finalizarem os estudos.  Watson falou sobre Rosalind Franklin admitindo importância às realizações dela